# Dieter Bechtold
Dieter Bechtold (* 22. Februar 1934 in Kiel) ist ein ehemaliger deutscher Politiker (CDU).

## Leben und Beruf
Nach der Mittleren Reife absolvierte Bechtold, der evangelisch ist, eine Lehre zum Elektromaschinenbauer, die er 1957 mit der Gesellenprüfung abschloss. Nebenher besuchte er die Abendschule und holte das Abitur nach. 1958 trat er als Offizieranwärter in die Bundeswehr ein, wo er es zunächst bis zum Hauptmann und Kompaniechef in Boostedt brachte. Nach Absolvierung des Stabsoffizierslehrganges 1968 war er bis 1971 als Presseoffizier im Range eines Majors in Hamburg tätig. Später wurde er Oberstleutnant, unter anderem in Glücksburg. Er war Vorsitzender der Archäologischen Gesellschaft Schleswig-Holstein von 1992 bis 1999.

## Partei
Bechtold gehört der CDU an. Er war 1966/67 Kreisvorsitzender der Jungen Union im Kreis Segeberg. Anschließend gehörte er für ein Jahr dem Landesvorstand der Jungen Union in Schleswig-Holstein an. Seit 1970 war er Vorsitzender des wehrpolitischen Ausschusses der CDU Schleswig-Holstein.

## Abgeordneter
1966/67 war Bechtold Gemeindevertreter in Boostedt, wo er dem Schul- und Kulturausschuss vorsaß und stellvertretender Bürgermeister der Gemeinde war.
Bechtold gehörte von 1971 bis 1975 und vom 8. Januar 1979, als er für Gerd Lausen nachrückte, bis zum Ende der Wahlperiode im Mai desselben Jahres dem Landtag Schleswig-Holstein an.

## Veröffentlichungen
- Ausgrabungsbericht einer frühgeschichtlichen Siedlung (Boostedt). In: Segeberger Jahrbuch 1969.
- mit Andé Feit: Die letzte Front. Die Kämpfe an der Elbe 1945 im Bereich Lüneburg – Lauenburg – Lübeck – Ludwigslust, Helios-Verlag, Aachen 2011, ISBN 978-3-86933-055-6.